# خاویر دودویت
خاویر دودویت (انگلیسی: Xavier Dudoit؛ زادهٔ ۲۸ فوریهٔ ۱۹۷۵) بازیکن فوتبال اهل فرانسه است.
از باشگاه‌هایی که در آن بازی کرده‌است می‌توان به باشگاه فوتبال رن، باشگاه فوتبال استاد رنس، و باشگاه فوتبال لوریان اشاره کرد.